# José Cubiles
José Antonio Cubiles Ramos (Cadis, 15 de maig, 1894 - Madrid, 5 d'abril, 1971) fou un pianista i director d'orquestra espanyol.

## Biografia
Els dots pianístics de Cubiles ja eren evidents als cinc anys. Primer va estudiar teoria musical i piano elemental amb Rafaele Tomasetti, director del Conservatori de Santa Cecilia (ara conegut com el Reial Conservatori Professional de Música de "Manuel de Falla" de Cadis). Des dels 11 anys, va estudiar al Conservatori de Madrid, sota el patrocini de la princesa Isabel de Borbó, filla de la reina Isabel II d'Espanya. La seva professora principal allà va ser Pilar Fernández de la Mora. Als 15 anys va guanyar el Premi Extraordinari atorgat pel Cercle de Belles Arts. El 1911 va guanyar el Primer Premi del Conservatori. Va continuar els seus estudis al Conservatori de París amb Louis Diémer, graduant-se el 1914 amb un altre Premier Prix, una Medalla d'Or i un piano de cua Pleyel.
El 1916 va ser nomenat professor a la seva alma mater de Madrid. Aquell any va fundar un trio de cambra amb el violoncel·lista Juan Ruiz Casaux i el violinista Fermin Fernández Ortiz. Durant els anys de la guerra va acompanyar el violinista Manuel Quiroga en gires pels Estats Units i el Canadà. També va tocar en conjunts de cambra amb artistes com Jacques Thibaud, Paul Kochanski i Gaspar Cassadó, i va ser conegut per les seves interpretacions de la música dels mestres espanyols Isaac Albéniz, Enric Granados, Joaquín Turina i Manuel de Falla, així com de Frédéric Chopin, César Franck, Claude Debussy i Maurice Ravel.
José Cubiles és més conegut fora d'Espanya com a solista en l'estrena mundial de la composició per a piano i orquestra de Falla, Noches en los jardines de España, el 9 d'abril de 1916 amb l'Orquesta Simfònica de Madrid sota la direcció d'Enrique Fernández Arbós, al Teatro Real de Madrid. L'obra estava dedicada al pianista Ricard Viñes, però de Falla va triar Cubiles com a homenatge a les seves excepcionals qualitats com a virtuós i músic.Noches en los jardines de España Més tard va enregistrar l'obra amb la Filharmònica de Viena sota la direcció d'Ernest Ansermet.
El 6 de juny de 1916, durant la primera visita d'Igor Stravinski a Espanya per presentar els seus ballets L'ocell de foc i Petrushka, Cubiles va interpretar la difícil part de piano de Petrushka en una actuació dirigida per Ansermet, en presència del compositor, que havia assajat personalment els intèrprets. (Cubiles i Stravinski van morir amb un dia de diferència, el 5 i el 6 d'abril de 1971 respectivament.)
A partir de 1920, Cubiles va tocar amb gran èxit a tot Europa i Gran Bretanya, oferint recitals en solitari i actuacions de concerts sota la direcció de directors com Ernest Ansermet, Carl Schuricht i Paul Paray. També va dirigir la Filharmònica de Berlín en ocasions. També va dirigir les principals orquestres espanyoles i va interpretar els cinc concerts per a piano de Beethoven amb l'Orquesta Filharmònica de Madrid.

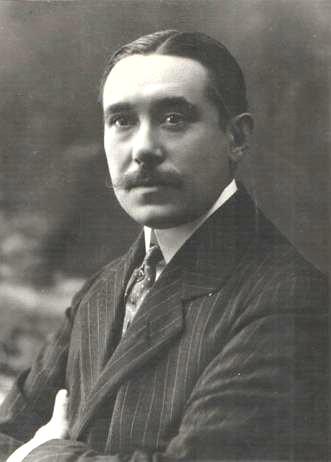
Joaquín Turina

El 16 de novembre de 1927 a Madrid, Cubiles va presentar la versió original per a piano sol del ballet Sonatina d'Ernesto Halffter (que conté la coneguda "Danza de la Pastora"). Més tard es va presentar en una versió de concert amb orquestra i un ballet completament escenificat (ambdós el 1928).
Va estrenar la majoria de les obres principals per a piano sol de Joaquín Turina. Va ser el dedicatari i va estrenar els dos conjunts de Cinco danzas gitanas (Opp. 55 i 84), el 15 de gener de 1932 i el 8 de març de 1935 respectivament, a Madrid. Va tocar per primera vegada En el cortijo: Impresiones andaluzas (A la granja: Impressions d'Andalusia) el 2 de febrer de 1942, com a part d'un recital a la Real Academia de Bellas Artes de San Fernando. Rincón mágico (Racó màgic: Desfilada en forma sonata), Op. 97 (1941–46) és una peça en què Turina pinta els retrats d'alguns amics, inclòs Cubiles, i d'ell mateix. Caracteritza Cubiles com a "Pepe, el pianista gadità".
Cubiles va esdevenir professor de classes superiors al Reial Conservatori de Madrid el 1926, i el 1943 professor de la classe especial de virtuosos. Va ser el director de la institució entre el 1962 i el 1964. Entre els seus alumnes hi havia Joaquín Achúcarro, Guillermo Gonzalez, Yüksel Koptagel i Rafael Orozco.
Va ser elegit per a l'escó que va deixar vacant la mort d'Enrique Fernández Arbós a la Reial Acadèmia de Belles Arts de Sant Ferran. També va ser membre de l'Acadèmia de Santa Isabel de Hungria de Sevilla i de l'Acadèmia Hispanoamericana de Cadis.
A més de Nits als jardins d'Espanya, Cubiles va gravar nombroses peces solistes, incloent-hi obres d'Albéniz (la suite Iberia i altres obres) i Turina (Cinco danzas gitanas, op. 55).
José Cubiles va rebre la Gran Creu de l'Orde Civil d'Alfons X el Savi i la Legió d'Honor francesa. Va morir a Madrid el 1971, als 76 anys.